# Kolo z Ljubljanskega barja
Kolo z Ljubljanskega barja je leseno kolo z osjo, ki je bilo najdeno leta 2002 na Ljubljanskem barju ok. 20 km južno od Ljubljane, in ga hrani Mestni muzej Ljubljana. Radiokarbonsko datiranje, ki ga je opravil dunajski laboratorij VERA (Vienna Environmental Research Accelerator), je določil starost 5.150 let, s čimer je najstarejše kadarkoli odkrito leseno kolo. Odkrila ga je skupina arheologov Inštituta za arheologijo pri Slovenski akademiji znanosti in umetnosti pod vodstvom Antona Veluščka.  

## Najdišče
Na Ljubljanskem barju so prve ostanke koliščarskih naselij našli že leta 1875. Od leta 2011 je lokacija kot del prazgodovinskih kolišč okoli Alp na seznamu svetovne dediščine UNESCO. Arehologi so med izkopavanji na dnu reke Iške razpoznali lokacije več kot tisoč kolov, rekonstruirali so tudi dva objekta v izmerah 3,5 m × 7 metrov, ki sta bila med seboj oddaljena okrog 2 do 3 metre. Raziskave so pokazale, da so bili koli letno obnovljeni in da je bilo objekt potrebno znova zgraditi že po 10 do 20 letih. Prvi prebivalci so se tu naselili pred okrog 9000 leti. V mezolitiku so ljudje pričeli postavljati začasna prebivališča na robovih močvirja in kamnitih območjih, preživljali so se z lovom in nabiralništvom. Stalne naselbine niso bile zgrajene vse do pojava poljedelcev v neolitiku.

## Kolo
Leseno kolo je pripadalo prazgodovinskemu dvokolesnemu vozu. Podobna kolesa so bila najdena v hribovjih Jure in jugozahodne Nemčije, vendar je kolo z Ljubljanskega barja večje in starejše. Lesena kolesa so se morda pojavila istočasno tako v Evropi kakor v Mezopotamiji, a so tovrstne mezopotamske najdbe precej mlajše. Kolo s premerom 72 cm je izdelano iz jesenovega lesa, os z dolžino 124 cm pa iz hrastovega. Os je bila pritrjena na kolo s pomočjo hrastovih zagozd in se je vrtela skupaj s kolesom. Drevo je bilo v času poseka staro okrog 80 let. Kolo je v glavnem sestavljeno iz dveh lesenih desk, ki sta združeni s štirimi prečnimi nosilci. Videti je, da so bili prečni nosilci nameščeni z zatiči, ki so se nato zataknili v obe polovici kolesa.